# Presqu'île de Troudny
La presqu'île de Troudny (en russe : Трудный (полуостров)) est située au sud-est du kraï du Primorié dans l'Extrême-Orient russe. La partie principale de la ville de Nakhodka se trouve au nord-est de cette presqu'île. Administrativement, Troudny se trouve entre l'okroug urbain de Nakhodka et le raïon Partizanskaïa du kraï du Primorié. La longueur de Troudny du nord au sud est d'environ 15 km et de l'ouest à l'est de 10 km environ.

## Géographie

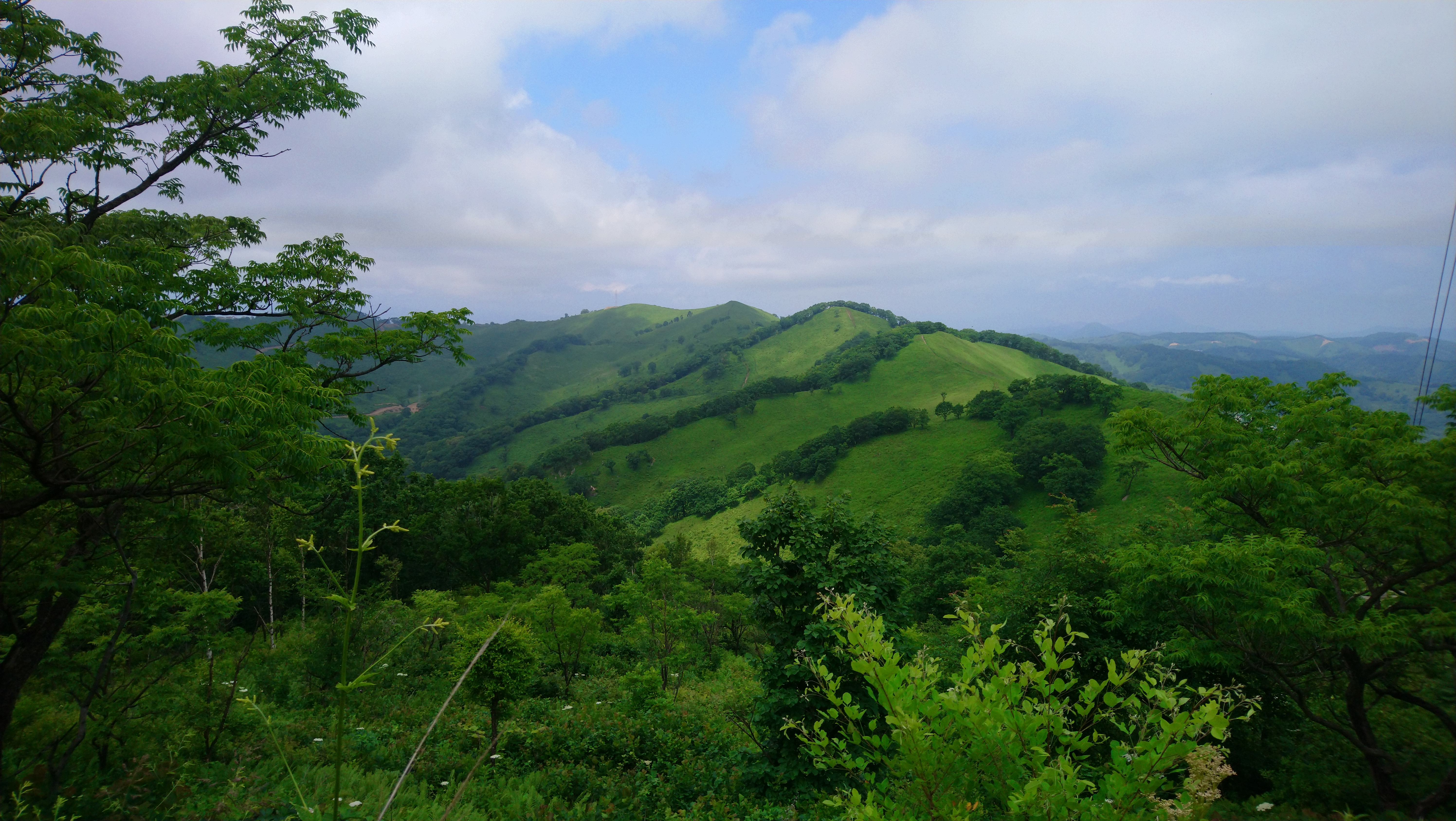
Forêts sur la péninsule.

La presqu'île est baignée sur sa façade ouest par les eaux de la baie de Vostok, et à l'est par celles de la baie de Nakhodka. Le littoral est fortement découpé. Les rives sont très diverses : on y trouve aussi bien des plages de sable que des plages de galets. À certains endroits ce sont des falaises abruptes qui bordent la presqu'île. Les plus connues sont les falaises noires du cap Toungous. Le cap situé à l'extrême ouest porte le nom de cap Podosionov, celui du sud de cap Likhatchiov, celui situé à l'est de cap Chvedov. Sur le côté sud-est de la Troudny se trouve l'île Lisy qui était rattachée à la presqu'île dans un passé géologique très lointain.
Le paysage de la presqu'île est composé de collines de hauteurs différentes, situées au centre de la chaîne de la crête de Zmeiny, qui aboutit à une falaise abrupte à la baie du Toungous, au sud de la chaîne de Sikhote-Aline. Le point culminant est le mont Krestovaïa, d'une altitude de 376 m. Sur le mont voisin Khrebtoïa, est placé un pylône radio-tv d'une hauteur de 253 m. Des failles géologiques se produisent au nord à proximité des embouchures des rivières Litovka et Soutchan. 
À l'ouest la presqu'île est délimitée par l'embouchure de la rivière Litovka, à l'est par celle du fleuve Partizanskaïa. Se trouvent sur la presqu'île : le lac Solionoe, le lac Primorskoe, le lac Lébiaje, la rivière Kamenka. 

## Habitat, faune et flore
Le paysage anthropique occupe plus de la moitié de la surface de la presqu'île: du côté oriental avec la ville de Nakhodka, à l'ouest avec des parcelles de datchas et des zones de loisirs. Jusque dans les années 1960 à l'ouest de la presqu'île se trouvait le village aujourd'hui disparu de Lagonechty. La forêt se compose de chênes , et en quantité moindre de sapins et de pins blancs de Corée. Dans les endroits non habités par l'homme, les serpents sont nombreux. Sur les collines, les aigles viennent faire leurs nids. La première apparition du tigre de Sibérie sur la presqu'île a eu lieu à l'ouverture des premiers comptoirs dans la baie de Nakhodka à la fin des années 1860, début des années 1870. (Dans la maison du docteur Aleksandre Kountse). La dernière fois qu'un tigre a été aperçu près du lac Primorskoe à Nakhodka c'était en novembre 2010. Sur la presqu'île se trouve la région minéralière d'or du sud-Primorski.